# 豊田昌倫
豊田 昌倫（とよた まさのり、1938年3月31日 - ）は、日本の英語学者、京都大学名誉教授、関西外国語大学名誉教授。専門は、英語文体論。

## 経歴
1938年、岡山県岡山市生まれ。岡山大学法文学部を卒業し、京都大学大学院へ進んだ。1964年、京都大学大学院博士課程を単位修得退学。1974年から1976年までロンドン大学に留学。
帰国後、大阪大学教養部助教授に着任。その後、京都大学教養部助教授となった。同大学文学部助教授となり、1993年に教授昇進。2004年に京都大学を定年退官し、名誉教授となった。その後は、関西外国語大学教授として教鞭をとり、退任後名誉教授となった。関西外国語大学国際文化研究所所長。

## 人物
趣味は野球（ジャイアンツ）、古書集め。研究室と自宅には無数の書物が置いてある。

## 家族・親族
- 息子：豊田道倫はシンガー・ソングライターであり、mtvBANDのボーカル、ギター。

## 著書
- 『キングズ・イングリッシュへの旅 生きた英語勉強法』 サンケイ出版 1980.4
- 『英語のスタイル』 研究社出版 1981.6
- 『英語表現をみがく 動詞編』 1991.9 (講談社現代新書)
- 『英語表現をみがく 名詞編』 1993.11 (講談社現代新書)

## 翻訳
- 『言語学と小説』 ロジャー・ファウラー 紀伊国屋書店 1979.11
- 『現代英語文法 基礎編』 G.リーチ他 紀伊国屋書店 1988.2
- 『ことばの働き テクスト構造についての8講』 ランドルフ・クヮーク 池上嘉彦共訳 紀伊国屋書店 1988.12
- 『英語 きのう・今日・あす』 デイヴィッド・クリスタル 紀伊国屋書店 1989.12
- 『English in use』 ランドルフ・クヮーク、ガブリエル・スタイン 伊藤栄子共訳 紀伊国屋書店 1995.8
- 『イギリス/アメリカ英語対照辞典』 ノーマン・W.シュール 小黒昌一、貝瀬千章、吉田幸子共訳 研究社出版 1996.8
- 『英語文体論辞典』 ケイティ・ウェールズ 共訳 三省堂 2000.4